# Bolle (bagværk)
 For alternative betydninger, se Bolle. (Se også artikler, som begynder med Bolle)
En bolle er et lille og simpelt stykke bagværk.
Størrelsen er mellem en knyttet barne- og voksen-hånd.
Almindelige ingredienser er:
- mel
- lunken mælk eller vand
- gær
- husholdningssalt

| Mad og drikke | Spire Denne artikel om mad og drikke er en spire som bør udbygges. Du er velkommen til at hjælpe Wikipedia ved at udvide den. |